# Office de l'Empire allemand

Armoiries de l'Empire allemand.

Les offices du Reich (en allemand : Reichsämter) sont les administrations suprêmes chargées d’assurer l’action de l'Empire allemand créé en 1871. À la différence des ministères au sens strict du terme, les responsables de ces offices portent le titre de « secrétaire d'État » et sont tenus à suivre les instructions données. À cette époque, il n'existait pas de gouvernement du Reich au sens d'un organe collégial ; selon les dispositions de la constitution bismarckienne, le chancelier impérial était le seul représentant exerçant les fonctions de ministre responsable. 

## Histoire
L'organe suprême de l'Empire allemand était le Bundesrat en tant que regroupement des gouvernements des États fédérés au niveau national. L'empereur occupe la présidence fédérale en tant que chef d'Etat, lorsque le chancelier fut responsable de la gestion des activités du pouvoir exécutif. Les offices géraient, avec un secrétaire d'État à leur tête, les affaires du Reich ; leur autorité est néanmoins très réduite, car le chancelier possède la majeure partie de l'autorité : leurs compétences ne relèvent donc pas exactement d'un gouvernement comme on pourrait l'entendre aujourd'hui. C'est seulement à partir de 1914 que les différents secrétaires se retrouvent régulièrement en conseil.
Lors de l'unification de l'Allemagne en 1871, on ne compte que deux offices du Reich basés sur le modèle de ceux existant lors de la Confédération d'Allemagne du Nord : l'office du chancelier (Reichskanzleramt) compétent pour les affaires internes et l'office des Affaires étrangères (Auswärtiges Amt). Un an plus tard est créé l'amirauté de la Marine impériale, mais qui n'est pas encore un office ; elle est basée sur le modèle du département de la Marine des États-Unis. Le chancelier Otto von Bismarck, dont l'autorité est immense sur les administrations, ne peut néanmoins pas gérer seul une multitude d'administrations, allant croissant avec le développement économique de l'Empire : plusieurs offices sont donc créés (celui des Chemins de fer en 1873, des Postes en 1880, de la Justice en 1877, etc.).
Plusieurs anciennes administrations changent également de nom pour devenir des offices, comme celui de la Marine en 1889 (office du Reich à la Marine), ou font face à l'actualité politique (création de l'office du Reich aux Colonies). Plusieurs offices sont créés pendant la Première Guerre mondiale. Il n'y a pas de secrétaire d'État à la Guerre, mais des différents dans chaque royaume faisant partie de l'Empire (Bavière, Saxe, Wurtemberg et surtout Prusse). À partir de 1919, sous la République de Weimar, les offices deviennent officiellement des ministères, avec à leur tête des ministres avec de larges pouvoirs, faisant partie du nouveau gouvernement du Reich.

## Offices et dates de création
Bien qu'il n'existe aucune gouvernement de jure, c'est à partir de la création de l'État-nation allemand que se développa une structure administrative qui exerce le pouvoir exécutif au niveau du Reich et plusieurs offices sont créées sous l'autorité de la chancellerie :
- Office du Reich aux Chemins de fer (1873) ;
- Office du Reich aux Postes (1880) ;
- Office du Reich à la Justice (1877) ;
- Office du Reich au Trésor (1879) ;
- Office du Reich à l'Intérieur (1879).

Dans le contexte de l'expansion massive de la Marine et la Weltpolitik sous le règne de l'empereur Guillaume II jusqu'à l'éclatement de la Première Guerre mondiale en 1914, deux autres autorités suprêmes ont été établies. 
- Office du Reich à la Marine (1889) ;
- Office du Reich aux Colonies (1890).

Durant la guerre, quelques secteurs de l'Office à l'Intérieur seront externalisés en tant qu'autorités indépendantes : 
- Office du Reich à l'Alimentation (1916)
- Office du Reich à l'Économie (1917)
- Office du Reich au Travail (1918)

Fait remarquable, un bureau centralisateur des affaires militaires dans l'Empire allemand n'a jamais existé. La responsabilité était confiée aux ministères de la Guerre dans les États fédérés de Prusse, de Saxe, de Bavière et de Wurtemberg.

## Sources
- (de) Cet article est partiellement ou en totalité issu de l’article de Wikipédia en allemand intitulé « Reichsamt » (voir la liste des auteurs).